# Brynjar Níelsson

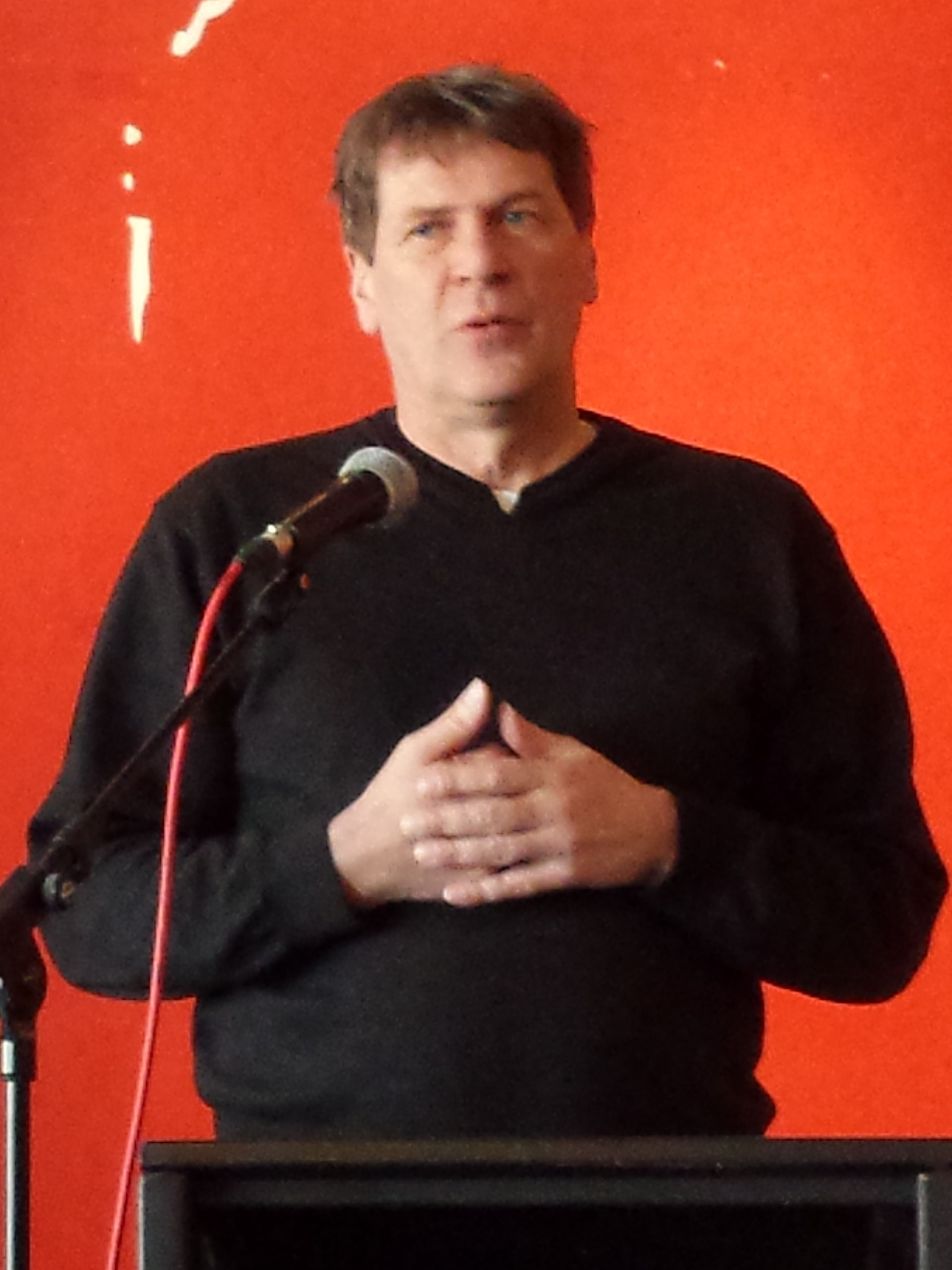
Brynjar Níelsson 2014

Brynjar Níelsson (* 1. September 1960 in Reykjavík) ist ein isländischer Politiker (Unabhängigkeitspartei). Von 2013 bis 2021 gehörte er dem isländischen Parlament Althing an.

## Leben
Brynjar ist Jurist und hat seit 1991 seine eigene Anwaltspraxis betrieben. Von 2010 bis 2012 war er Vorsitzender der isländischen Rechtsanwaltskammer. Seit der isländischen Parlamentswahl vom 27. April 2013 war Brynjar Abgeordneter des isländischen Parlaments Althing, zunächst für den Wahlkreis Reykjavík Nord, dann für den Wahlkreis Reykjavík Süd. Er war unter anderem Mitglied des Verfassungs- und Aufsichtsausschusses (2017 dessen Vorsitzender) und des Ausschusses für Umwelt und Verkehrswege sowie Mitglied der isländischen Delegation in der Parlamentarischen Versammlung des Europarates. Seit 2017 stand er in der Vizepräsidentschaft des Parlaments an zweiter Stelle (2. varaforseti). Bei der Parlamentswahl in Island 2021 wurde Brynjar Níelsson nicht wiedergewählt.